# Амін Тахері
Амін Тахері (перс. امین طاهری; нар. 26 червня 1995) — іранський борець вільного стилю, дворазовий бронзовий призер чемпіонатів Азії, бронзовий призер чемпіонату світу серед військовослужбовців, срібний призер Кубку світу в командній першості.

## Життєпис
Боротьбою почав займатися з 2008 року. У 2014 році став срібним призером чемпіонату світу серед юніорів та чемпіоном Азії серед юніорів. Наступного року показав такі ж результати на цих змаганнях. У 2017 році здобув бронзову медаль чемпіонату світу серед молоді. Наступного року досяг такого ж результату на цьому чемпіонаті.
Виступає за борцівський клуб «Ізад Фердовсі» Тегеран. Тренер — Арсалан Піроуз (з 2008).

## Спортивні результати на міжнародних змаганнях

### Виступи на Чемпіонатах Азії
| Змагання                       | Збірна | Вагова категорія           | Місце  |
| ------------------------------ | ------ | -------------------------- | ------ |
| Чемпіонат Азії з боротьби 2018 | Іран   | вільна боротьба, до 125 кг | Бронза |
| Чемпіонат Азії з боротьби 2021 | Іран   | вільна боротьба, до 125 кг | Бронза |

### Виступи на Кубках світу
| Змагання                    | Збірна | Вагова категорія | Місце  |
| --------------------------- | ------ | ---------------- | ------ |
| Кубок світу з боротьби 2019 | Іран   | команда          | Срібло |

### Виступи на Чемпіонатах світу серед військовослужбовців
| Змагання                                                  | Збірна | Вагова категорія           | Місце  |
| --------------------------------------------------------- | ------ | -------------------------- | ------ |
| Чемпіонат світу з боротьби серед військовослужбовців 2017 | Іран   | вільна боротьба, до 125 кг | Бронза |

### Виступи на інших змаганнях
| Змагання                                 | Збірна | Вагова категорія                  | Місце  |
| ---------------------------------------- | ------ | --------------------------------- | ------ |
| Кубок Тахті 2015                         | Іран   | вільна боротьба, до 125 кг        | Бронза |
| Турнір Олександра Медведя 2015           | Іран   | вільна боротьба, до 125 кг        | 10     |
| Золотий Гран-прі з боротьби 2015         | Іран   | вільна боротьба, до 125 кг        | 7      |
| Кубок Тахті 2016                         | Іран   | вільна боротьба, до 125 кг        | 5      |
| Кубок Тахті 2016                         | Іран   | греко-римська боротьба, до 80 кг  | Бронза |
| Кубок Тахті 2017                         | Іран   | команда                           | 4      |
| Гран-прі Іспанії з боротьби 2017         | Іран   | вільна боротьба, до 125 кг        | Срібло |
| Клубний чемпіонат світу з боротьби 2018  | Іран   | команда                           | Золото |
| Кубок Тахті 2019                         | Іран   | вільна боротьба, до 125 кг        | Бронза |
| Клубний чемпіонат світу з боротьби 2019  | Іран   | команда                           | Срібло |
| Кубок Тахті 2020                         | Іран   | вільна боротьба, до 125 кг        | Срібло |
| Кубок Тахті 2020                         | Іран   | греко-римська боротьба, до 125 кг | Срібло |
| Турнір Дана Колова — Николи Петрова 2021 | Іран   | вільна боротьба, до 125 кг        | Золото |
| Меморіал Вацлава Циолковського 2021      | Іран   | вільна боротьба, до 125 кг        | 7      |

### Виступи на змаганнях молодших вікових груп
| Змагання                                      | Збірна | Вагова категорія           | Місце  |
| --------------------------------------------- | ------ | -------------------------- | ------ |
| Чемпіонат Азії з боротьби серед юніорів 2014  | Іран   | вільна боротьба, до 120 кг | Золото |
| Чемпіонат світу з боротьби серед юніорів 2014 | Іран   | вільна боротьба, до 120 кг | Срібло |
| Чемпіонат Азії з боротьби серед юніорів 2015  | Іран   | вільна боротьба, до 120 кг | Золото |
| Чемпіонат світу з боротьби серед юніорів 2015 | Іран   | вільна боротьба, до 120 кг | Срібло |
| Чемпіонат світу з боротьби серед молоді 2017  | Іран   | вільна боротьба, до 125 кг | Бронза |
| Чемпіонат світу з боротьби серед молоді 2018  | Іран   | вільна боротьба, до 125 кг | Бронза |